# Milford (Delaware)
|  | Dieser Artikel wurde aufgrund von inhaltlichen Mängeln auf der Qualitätssicherungsseite des Projektes USA eingetragen. Hilf mit, die Qualität dieses Artikels auf ein akzeptables Niveau zu bringen, und beteilige dich an der Diskussion! Eine nähere Beschreibung der zu behebenden Mängel fehlt. |

Milford ist eine Stadt im Kent County im US-Bundesstaat Delaware, Vereinigte Staaten. Das U.S. Census Bureau hat bei der Volkszählung 2020 eine Einwohnerzahl von 11.190 ermittelt.
Das Stadtgebiet hat eine Größe von 14,6 km².

## Schulen
Die Schulen der Milford gehört zum Milfordschulamtsbezirk. Jetzt gibt es sechs Schulen im Milfordschulamtsbezirk.
- Evelyn L. Morris Early Childhood Center
- Benjamin Banneker Elementary School
- Mispillion Elementary School
- Lulu M. Ross Elementary School
- Milford Central Academy
- Milford High School

## Söhne und Töchter der Stadt
- William T. Watson (1849–1917), Politiker
- Ruth Ann Minner (1935–2021), Politikerin und Gouverneurin von Delaware
- Jimmy Stayton (* 1937), Rockabilly-Musiker

## Weiteres
- WYUS, örtliche Radiostation